# Michel Warlop
Michel Maurice Armand Warlop, surnommé Michou (Douai, 23 janvier 1911 – Bagnères-de-Luchon, 6 mars 1947), est un violoniste classique et de jazz français des années 1930 et 1940. 

## Biographie
Né d'un père pâtissier, Maurice Warlop et d'une mère professeur de piano, Adolphine Obez, il étudie aux conservatoires de Douai (où il fut élève de Victor Gallois dès l'âge de 6 ans) et Lille, puis au Conservatoire de Paris. Élève de Jules Boucherit, il obtint son premier prix, premier nommé, en 1928. De formation classique au départ, il était promis à un grand avenir dans cette musique. Il s'intéresse très vite au jazz et fait ses premiers enregistrements dans l'orchestre de Grégor et ses Grégoriens en 1930. Son père était propriétaire de la Pâtisserie Warlop, 160 rue de la Mairie à Douai. Elle existe toujours (Pâtisserie Cucci). 
Il joue avec les plus grands noms de l'époque dont Django Reinhardt, Stéphane Grappelli, Alix Combelle et nombre de musiciens américains, ainsi que dans l'orchestre de Raymond Legrand. Il accompagne aussi des chanteurs populaires des années 1930 et 1940 comme Léo Marjane, Danielle Darrieux, Jean Sablon, Edith Piaf, André Claveau, Lucienne Delyle, Georges Guetary, Irène de Trébert, Lucienne Boyer, Josette Daydé, Tino Rossi, Joséphine Baker et bien d'autres.
Ses plus grands succès sont Christmas Swing, Taj Mahal, Crazy Strings, Magic Strings, Retour, Kermesse, Tempête sur les Cordes, Modernistic et son Swing Concerto. Il dirigeait son propre orchestre, un sideman et leader de son septuor à cordes (1941-1943), un groupe révolutionnaire, une des premières fusions entre la musique classique et le jazz. 
Michel Warlop s'est marié à Fernande (dite 'Nandette') Richard dont il a plus tard divorcé. Fils unique, il n'a pas de descendants. 
Il décède prématurément de la tuberculose en 1947 à l'âge de 36 ans. Michel Warlop est inhumé à Luchon, aux côtés d'André Simon (violoncelliste).